# Sputnik 2
Sputnik 2 var et sovjetisk rumfartøj sendt i kredsløb om Jorden den 3. november 1957; det blev den anden rumopsendelse, kort efter Sputnik 1, der opsendtes 4. oktober 1957. Sputnik 2 var den første til at medbringe et levende dyr, en hund ved navn Laika. 
Sputnik 2 var en 4-meter høj kegle-formet kapsel med en base diameter på 2 m. Det indeholdt adskillige rum til radiosendere, et telemetri-system, en programmeringsenhed, et revitaliserings- og temperaturkontrolsystem til kabinen, og videnskabelige instrumenter. En separat forseglet kabine indeholdt hunden Laika.
Tekniske og biologiske data blev transmitteret til Jorden i en 15 minutters periode i løbet af hvert omløb. To fotometre var om bord til at måle solstråling (ultraviolet og gammastråling) og kosmiske stråler. Sputnik 2 indeholdt ikke et tv-kamera, – tv-billeder af hunde på Korabl-Sputnik 2 er almindeligt fejlidentificerede som Laika.